# NGC 2826
NGC 2826 је лентикуларна галаксија у сазвежђу Рис која се налази на NGC листи објеката дубоког неба.
Деклинација објекта је + 33° 37' 25" а ректасцензија 9h 19m 24,1s. Привидна величина (магнитуда) објекта NGC 2826 износи 13,7 а фотографска магнитуда 14,6. NGC 2826 је још познат и под ознакама UGC 4939, MCG 6-21-11, CGCG 181-18, PGC 26346.